# ول قزوینی
ول قزوینی گونه‌ای جونده از خانواده همسترهای دم‌کوتاه است. این جانور فقط در بوئین زهرا واقع در استان قزوین ایران مشاهده شده و در سقز کردستان نیز زندگی میکنند. در گذشته این جانور را نوعی از ول ایرانی می‌پنداشتند. ول قزوین همچنین خویشاوندی نزدیکی با ول گنتری دارد.